# Vang Ji (politik)
Vang Ji (kitajsko: 王毅; pinjin: Wáng Yì), kitajski diplomat in politik, * 19. oktober 1953, Peking, Kitajska.
Od leta 2013 je minister za zunanje zadeve in od leta 2018 državni svetnik,

## Življenje
Vang se je rodil v Pekingu. Po končani srednji šoli septembra 1969 so ga poslali na severovzhod Kitajske. Nato je osem let služil v severovzhodnem gradbenem vojaškem korpusu v provinci Heilongdžiang. Decembra 1977 se je Vang vrnil v Peking in se istega leta vpisal na oddelek za azijske in afriške jezike Univerze za mednarodne študije v Pekingu. Študiral je japonščino in februarja 1982 diplomiral. Znano je, da tekoče govori angleško in japonsko. 